# Marino Morettini
Marino Morettini (Vertova, 2 de enero de 1931–Milán, 10 de diciembre de 1990) fue un deportista italiano que compitió en ciclismo en la modalidad de pista, especialista en las pruebas de velocidad, contrarreloj y persecución por equipos.
Participó en los Juegos Olímpicos de Helsinki 1952, obteniendo dos medallas, oro en la prueba de persecución por equipos (junto con Guido Messina, Loris Campana y Mino De Rossi) y plata en el kilómetro contrarreloj.
Ganó tres medallas en el Campeonato Mundial de Ciclismo en Pista entre los años 1951 y 1953.

## Medallero internacional
| Juegos Olímpicos   | Juegos Olímpicos     | Juegos Olímpicos  | Juegos Olímpicos         |
| Año                | Lugar                | Medalla           | Competición              |
| ------------------ | -------------------- | ----------------- | ------------------------ |
| 1952               | Helsinki (Finlandia) | Medalla de oro    | Persecución por equipos  |
| 1952               | Helsinki (Finlandia) | Medalla de plata  | 1 km contrarreloj        |
| Campeonato Mundial |                      |                   |                          |
| Año                | Lugar                | Medalla           | Competición              |
| 1951               | Milán (Italia)       | Medalla de bronce | Velocidad individual (A) |
| 1952               | París (Francia)      | Medalla de plata  | Velocidad individual (A) |
| 1953               | Zúrich (Suiza)       | Medalla de oro    | Velocidad individual (A) |

## Palmarés
- 1950
  - Campeón de Italia del kilómetro contrarreloj amateur
- 1951
  - Campeón de Italia del kilómetro contrarreloj amateur
- 1952
  - Campeón de Italia del kilómetro contrarreloj amateur 
  - Medalla de oro a los Juegos Olímpicos de Helsinki en persecución por equipos 
  - Medalla de plata a los Juegos Olímpicos de Helsinki en kilómetro contrarreloj
- 1953
  - Campeón del mundo de velocidad amateur
  - Campeón de Italia del kilómetro contrarreloj amateur